# Trans-sur-Erdre
Trans-sur-Erdre è un comune francese di 948 abitanti situato nel dipartimento della Loira Atlantica nella regione dei Paesi della Loira.

## Società

### Evoluzione demografica
Abitanti censiti